# 수수께끼 변주곡
《‘수수께끼’ 창작 주제에 의한 14개의 관현악 변주곡 작품번호 36》은 《수수께끼 변주곡》으로 더 널리 알려진, 에드워드 엘가의 관현악 변주곡이다. 이는 엘가의 가장 유명한 대편성 작품 가운데 하나로, 변주부 하나하나가 그의 가까운 친구를 묘사하고 있다. 단일악장으로 총 연주시간은 35분이다.

## 작곡과 초연
작품 구상은 의외로 사소한 것에서 시작되었는데, 1898년 어느날 엘가는 피아노 앞에 앉아 공상에 빠져 뭔가 단편적인 음을 즉흥연주하던 엘가에게 아내가 와서 '그 멜로디 마음에 드니까 한 번 더 쳐봐요'라고 했다. 몇 번 치고 난 뒤 엘가 자신도 흥미가 동했는지, 이내 즉흥적으로 변주를 시작했다. 그리고 이 변주들을 자신의 주변인에 빗댄 성격 변주로 확대했고, 이듬해에 연주 시간 35분 짜리 대형 관현악 작품으로 완성시켰다.
엘가는 아내를 즐겁게 하기 위해 친구들과 그들이 작곡가라면 썼을 음악 작풍을 묘사한 변주를 즉흥적으로 쳤다. 그 뒤에 그는 이 작품을 관현악 편곡을 해 1899년에 발표했다.
수수께끼 변주곡은 1899년 6월 19일 런던 성 제임스 홀에서 한스 리히터의 지휘로 초연되었다.
엘가는 초연 후 친구인 아우구스트 예거의 조언을 받아들여 14변주를 100마디가량 대폭 확장하고 오르간을 애드리브 악기로 더하는 개정 작업을 했고, 이 개정판은 같은 해 9월 13일에 우스터에서 열린 음악제인 스리 콰이어즈 페스티벌(Three Choirs Festival)에서 엘가 자신의 지휘로 재연되었다.
그리고 이 곡의 명성은 영국 뿐 아니라 해외에도 점차 퍼지게 되었는데, 1901년 2월에 율리우스 부츠의 지휘로 뒤셀도르프에서 열린 첫 유럽 초연 무대에서도 성공을 거두었다. 이어 1910년에는 구스타프 말러가 뉴욕 필하모닉을 지휘해 미국에서도 선보였고, 이후 위풍당당 행진곡 같은 소품 성격이 강한 작품들을 제외하면 엘가의 대표적인 관현악 작품으로 손꼽히고 있다.

## 수수께끼
수수께끼 변주곡에는 두 가지 수수께끼가 들어 있다. 하나는 각각의 변주가 어떤 친구를 묘사한 것인지인데, 이는 엘가 자신이 피아노 편곡에 글로서 짧게 밝혀 놓았으며, 이는 아래에서 설명할 것이다. 나머지 한 수수께끼는 전체 곡 안에 숨겨진 선율로, 변주 내내 한 번도 연주가 되지 않는다고 한다. 엘가는 이 선율이 잘 알려진 선율의 변주라고 했다.
많은 사람들이 이 선율에 대해 추측했지만, 만족할 만한 결론에 다다른 사람은 없다. 그 가운데에는 영국의 국가인 〈God Save the Queen〉과 스코틀랜드 민요 〈작별〉이 있다. 일부 학자들은 에니그마 변주곡을 초연했을 때 같이 연주했던 볼프강 아마데우스 모차르트의 프라하 교향곡이라고 제안한다. 가장 널리 받아들여진 설은 〈브리타니아여, 통치하라〉의 “never, never, never” 부분이다.
수수께끼의 선율이 다른 선율의 대선율이라고 주장하는 사람도 있다.

## 악기편성
- 목관악기: 플루트2(하나는 피콜로를 겸함), 오보에2, 클라리넷2, 바순2, 콘트라바순
- 금관악기: 호른4, 트럼펫3, 트롬본3, 튜바
- 타악기: 팀파니, 작은북, 큰북, 심벌즈, 트라이앵글
- 현5부, 오르간

## 구성

### 단일악장 (주제와 14변주)
단일악장이지만 세부적으로는 2부분(1부분: 주제 ~ 9변주, 2부분: 10변주 14변주)으로 구성되어 있으며 실제 연주할 때도 악장간 휴삭으로 1부분을 연주한 뒤 휴식하고 2부분으로 넘어간다.
주제(안단테)
안단테 사단조, 4분의 4박자, 10마디로 된 주제는 A, B 2개의 대조적인 악구로 되어 있다. A.는 사단조, B는 사장조이다. 바이올린이 8분음표와 4분음표 두 개 씩으로 구성된 단조(minor)의 단순한 선율들을 띄엄띄엄 연주하면서 시작되는데, 몇몇 음악학자들은 처음 네 음이 영어로 '에드워드'를 부를 때의 억양을 나타낸 것이라고 주장하기도 한다. 이어 관악기들이 장조(major)로 조바꿈한 부선율을 연주하고, 다시 첫 머리의 선율이 두꺼워진 관현악 연주로 반복된 뒤 곧바로 제1변주로 이어진다.
1변주(L'istesso tempo) ‘C.A.E.’
에드워드 엘가의 아내인 캐롤라인 앨리스 엘가(Caroline Alice Elgar). 오보에와 바순이 네 음으로 된 선율을 부선율로 연주하는데, 이 음은 엘가가 집에 들어올 때 '여보 나 왔어'라는 뜻으로 분 휘파람을 모사한 것이라고 한다.
2변주(알레그로) ‘H.D.S-P.’
엘가의 친구인 피아니스트 휴 데이비드 스튜어트파월(Hew David Stuart-Powell).
3변주(알레그레토) ‘R.B.T.’
아마추어 배우인 리처드 백스터 타운젠드(Richard Baxter Townsend). 그는 높낮이를 급격하게 변화시킬 수 있었는데, 이것이 음악에 표현되어 있다.
4변주(알레그로 디 몰토) ‘W.M.B.’
윌리엄 미스 베이커(William Meath Baker), squire of Hasfield, Gloucestershire and builder of Fenton, Stoke on Trent.
5변주(모데라토) ‘R.P.A.’
리처드 P. 아놀드, the son of the poet Matthew Arnold, and himself an amateur pianist.
6변주(안단티노) ‘Ysobel’
엘가의 비올라 제자 이사벨 피튼(Isabel Fitton). 이 곡에는 비올라 독주가 나온다.
7변주(프레스토) ‘Troyte’
건축가 Arthur 트로이트 그리피스.
8변주(알레그레토) ‘W.N.’
Winifred 노베리, a friend Elgar regarded as particularly easygoing, hence the relatively relaxed atmosphere. At the end of this variation, a single violin note is held over into the next variation, the most celebrated of the set.
9변주(아다지오) ‘Nimrod’
음악 출판인으로 엘가의 가장 친한 친구였던 아우구스트 J. 예거(August Johannes Jaeger). 제목 '님로드'는 구약성서에서 뛰어난 사냥꾼(독일어로 'Jaeger')이었던 족장의 이름으로, 예거를 장난스럽게 지칭하고 있다. 이 변주를 통해 엘가는 예거의 고결한 성격을 표현하고자 했을 뿐 아니라 둘이서 함께 걸으며 베토벤에 대해 토론하던 밤을 묘사하려 했다고 한다.
10변주(간주곡: 알레그레토) ‘Dorabella’
도라벨라. 이 변주는 그의 더듬는 말 또는 웃음을 나타낸 것이다. 그는 4변주의 윌리엄 미스 베이커의 의붓조카이자, 3변주의 리처드 백스터 타운젠드의 sister-in-law이다.
11변주(알레그로 디 몰토) ‘G.R.S.’
Hereford Cathedrald의 오르가니스트 George Robertson Sinclair. 정확히 말하면 Wye 강에 빠진 적이 있었던 그의 불독을 나타낸 곡이다.
12변주(안단테) ‘B.G.N.’
저명한 첼리스트 Basil G. Nevinson. 뒤에 네빈슨은 엘가에게 첼로 협주곡을 쓰게 하는 영감을 준다.
13변주(로만자: 모데라토) ‘* * *’
이니셜이 없기 때문에 이 변주가 누구를 나타낸 것인지 정확하지 알려져 있지 않다. 하지만 이 변주는 펠릭스 멘델스존의 고요한 바다와 즐거운 항해 서곡 (Meeresstille und glückliche Fahrt) 서곡을 인용하고 있으므로, 당시 호주로 여행을 갔던 귀족인 Lady Mary Lygon 또는 1884년에 뉴질랜드로 이민간 엘가의 전 약혼녀 Helen Weaver를 나타낸 변주이라고 추측할 수 있다.
14변주(피날레: 알레그로 프레스토) ‘E.D.U.’
Edu는 엘가의 아내가 엘가를 부르는 별명이다.(에드워드: 에드) 1변주와 9변주의 주제가 나온다.